# Neoris shadulla
Neoris shadulla är en fjärilsart som beskrevs av Moore 1872. Neoris shadulla ingår i släktet Neoris och familjen påfågelsspinnare. Inga underarter finns listade i Catalogue of Life.